# Joan Martorell
Joan Martorell i Montells (Barcelona, 1833 - ibídem, 5 de julio de 1906) fue un arquitecto español. Se enmarcó dentro de una arquitectura historicista de tendencia neogótica, acercándose en algunas de sus obras finales al modernismo.

## Trayectoria

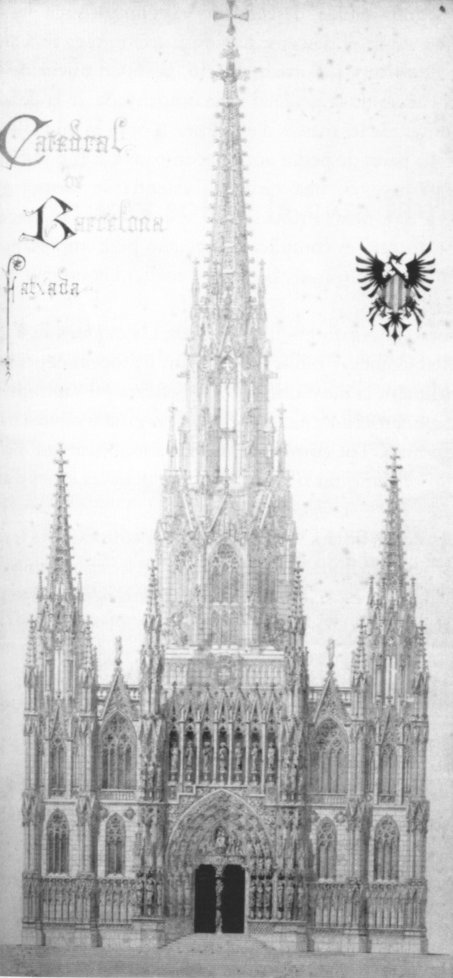
Dibujo de Gaudí para la fachada de la Catedral de Barcelona según el proyecto de Martorell (1882).

Se tituló como maestro de obras en 1867, y como arquitecto en 1876, en la primera promoción de la recién creada Escuela de Arquitectura de Barcelona. Desarrolló su obra dentro del estilo goticista de moda en aquella época, debido a la influencia de Eugène Viollet-le-Duc. Fue uno de los impulsores del Círculo Artístico de San Lucas, y el fundador y primer presidente del Círculo Barcelonés de Obreros, también conocido como Círculo Barcelonés de San José Obrero.
Fue uno de los maestros de Antoni Gaudí, al que empleó en numerosas ocasiones como delineante, y en su calidad de arquitecto asesor de José María Bocabella, promotor del templo de la Sagrada Familia, fue el que recomendó a Gaudí para hacerse cargo del proyecto del templo en 1883.
Martorell desarrolló la mayor parte de su obra en Barcelona: una de sus primeras obras fue el conjunto de iglesia y convento de las Adoratrices (1875), en la calle Consejo de Ciento esquina con Casanova, inspirada en el gótico del norte de Europa, especialmente por su alta aguja colocada sobre el cuerpo central de la iglesia.
En 1882 realizó un proyecto para la fachada de la Catedral de Barcelona, que aunque no fue aprobado recibió numerosos elogios; para su delineación contó con Gaudí.
Entre 1882 y 1885 construyó la iglesia y convento de las Salesas (paseo de San Juan 88-92), de estilo ecléctico con evidentes influencias medievales pero plasmadas de forma personal: tiene planta de nave única con forma de cruz latina, con capillas laterales y ábside pentagonal con girola, así como un crucero que sobresale volumétricamente en su parte exterior, mientras que en la fachada destaca por una alta torre acabada en punta y con dos pináculos laterales.

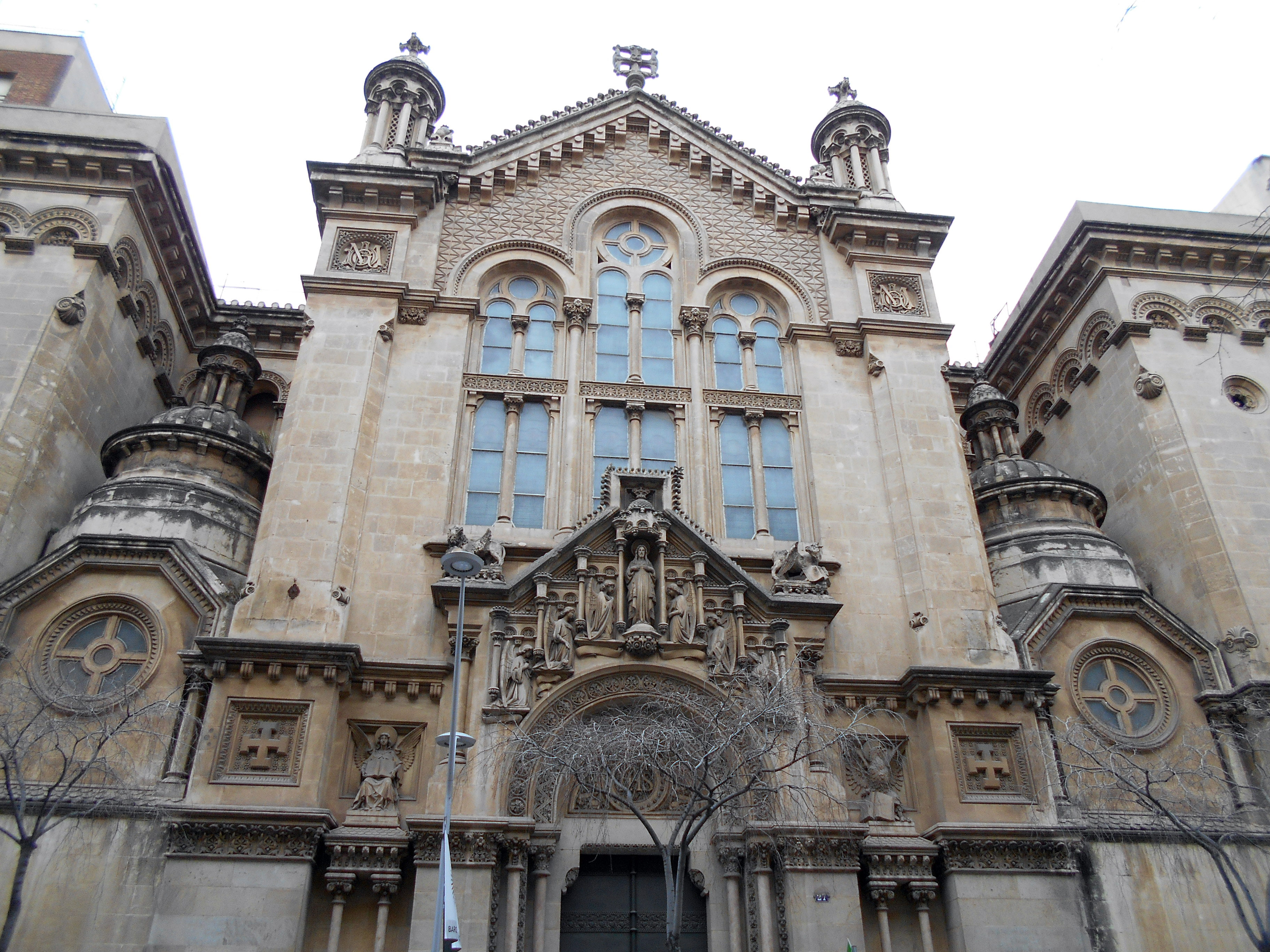
Iglesia del Sagrado Corazón de los jesuitas de la calle Caspe (1883-1889).

Martorell fue el responsable del traslado de la iglesia gótica de Santa María de Montsió —perteneciente a un convento agustino y originaria de 1388— del Portal del Ángel a la Rambla de Cataluña, y proyectó su nueva fachada neogótica (1882-1890); es la actual parroquia de San Raimundo de Peñafort.
Entre 1883 y 1889 edificó el conjunto de colegio e iglesia del Sagrado Corazón de los jesuitas, en la calle de Caspe (1883-1889), que denota una cierta influencia románico-bizantina, y presenta una planta centralizada con cúpula sobre tambor rodeada de cúpulas menores para distribuir el peso; la fachada es sobria, y destaca por los efectos cromáticos de los materiales utilizados.
En 1887 reformó la iglesia parroquial de San José y Santa Mónica (Rambla de Santa Mónica 7-9), que resultó muy dañada en 1936; actualmente acoge el Centro de Arte Santa Mónica. Al año siguiente efectuó también varias reformas en la Basílica de la Merced, donde construyó el camarín y la cúpula, sobre la que se situó la estatua de la Virgen de la Merced de Maximí Sala.

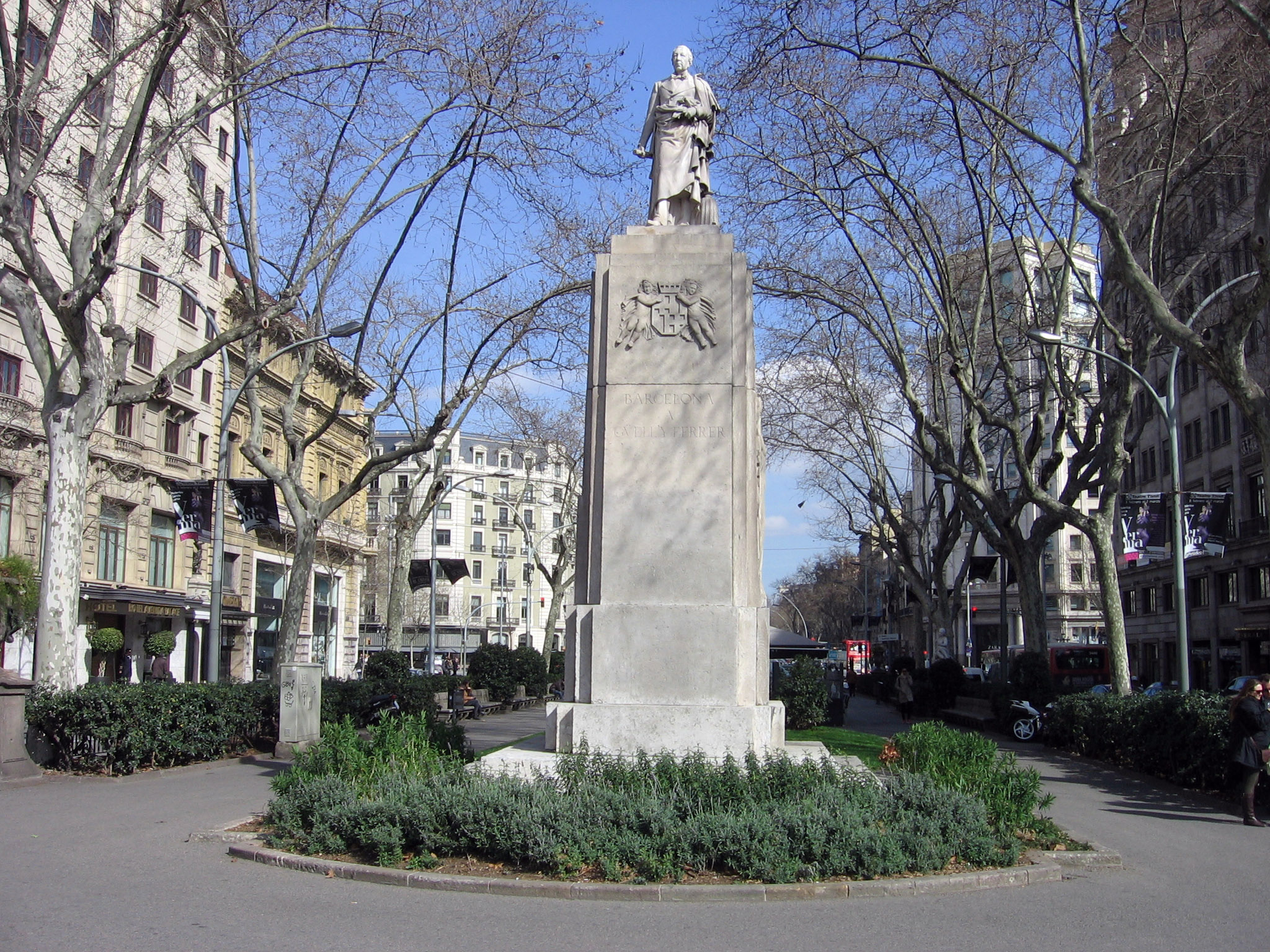
A Joan Güell i Ferrer (1888).

En 1888 realizó también el Monumento a Joan Güell i Ferrer, situado en la Gran Vía de las Cortes Catalanas con Rambla de Cataluña, para el que diseñó un ampuloso pedestal compuesto por un basamento octogonal sobre el que se elevaba un podio cuadrado con columnas estriadas adosadas a sus cuatro ángulos, en cuya parte inferior se encontraban cuatro figuras alegóricas esculpidas en altorrelieve: la Agricultura, obra de Maximí Sala; el Arte, de Francisco Pagés Serratosa; la Marina, de Eduard Alentorn; y la Industria, de Torquat Tasso; coronaba el monumento la figura del homenajeado, obra de Rossend Nobas. Destruido en 1936, fue reconstruido por Frederic Marès en 1941.
Entre 1893 y 1896 edificó el colegio jesuita de San Ignacio en Sarriá (C/ Carrasco i Formiguera 31), en el que mezcla recursos beauxartianos con las nuevas soluciones modernistas del momento, dentro de un conjunto de pervivencia goticista.

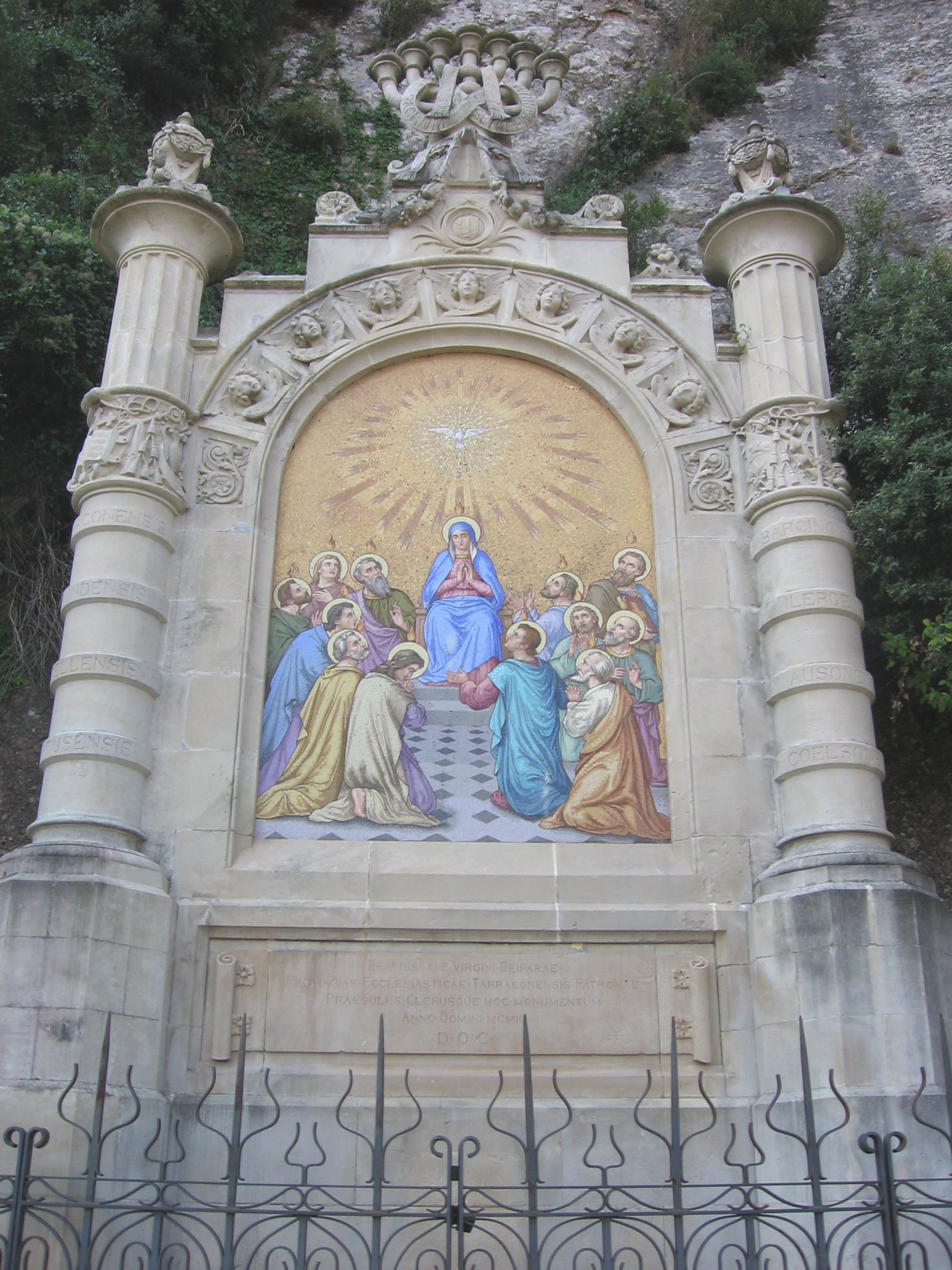
Rosario Monumental de Montserrat: Tercer Misterio de Gloria (Pentecostés) (1904).

En 1901 ganó el primer premio del Concurso anual de edificios artísticos por el edificio de la Sociedad del Crédito Mercantil en la calle Ancha 11, que actualmente aloja la Escuela de Diseño Elisava.
Entre 1898 y 1903 trabajó como ayudante del arquitecto francés Henry Grandpierre en el Palacio Robert (paseo de Gracia 107 esquina con la avenida Diagonal), el cual obtuvo una mención especial en el Concurso anual de edificios artísticos de 1904.
También fue el encargado de remodelar la Torre Can Feliu, actual Palacio Real de Pedralbes, construyendo un palacete de aire caribeño, donde también contó con la colaboración de Gaudí, que se encargó de construir la cerca de entrada y los pabellones de portería.
Otras obras suyas en la ciudad condal son: la restauración del monasterio de Pedralbes (1894), y la iglesia del Inmaculado Corazón de María (1904-1913).
Fuera de Barcelona construyó la iglesia de Santa María de Portbou (1878-1893) y la iglesia de San Esteban de Castellar del Vallès (1885-1892). También realizó varias estaciones del Rosario Monumental de Montserrat: Cuarto Misterio de Gozo, Presentación de Jesús en el Templo (1904), con escultura de Josep Maria Barnadas; Quinto Misterio de Gozo, Hallazgo de Jesús en el Templo (1906), igualmente con Barnadas; Cuarto Misterio de Dolor, Camino al Calvario llevando la Cruz (1899), con Venancio Vallmitjana; y Tercer Misterio de Gloria, Pentecostés (1904), nuevamente con Barnadas de escultor y con mosaico de Mario Maragliano.
Para Antonio López y López, marqués de Comillas, realizó varias obras en la homónima localidad cántabra, como el palacio de Sobrellano (1878-1888), la capilla-panteón del marqués de Comillas (1878-1881) y la Universidad Pontificia de Comillas (1883-1889). En Villaricos (Almería) esbozó un proyecto de convento (1882), en colaboración con Gaudí.
Su sobrino-nieto Bernardí Martorell fue también arquitecto.

## Galería

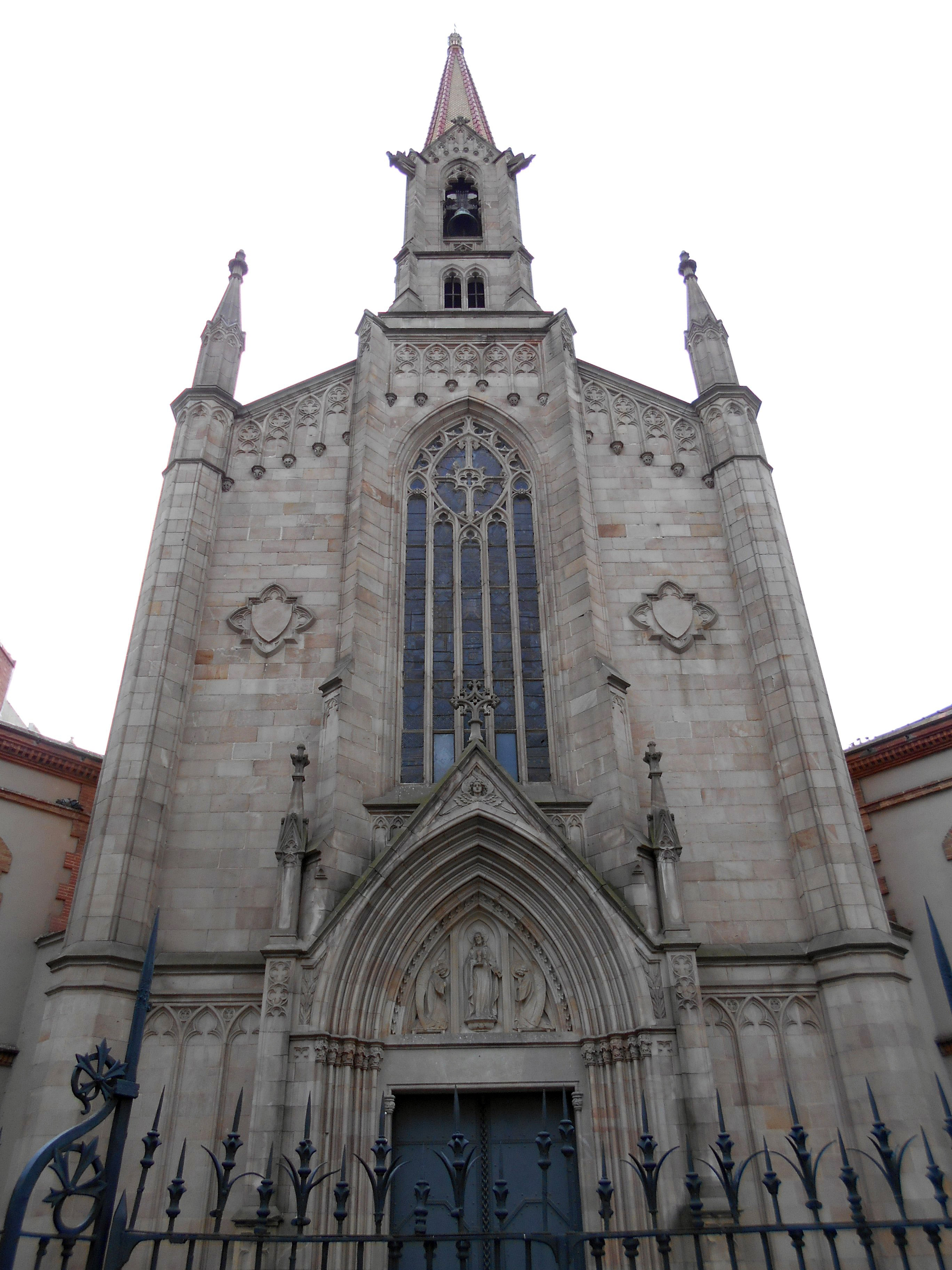
Iglesia de las Adoratrices (1875).
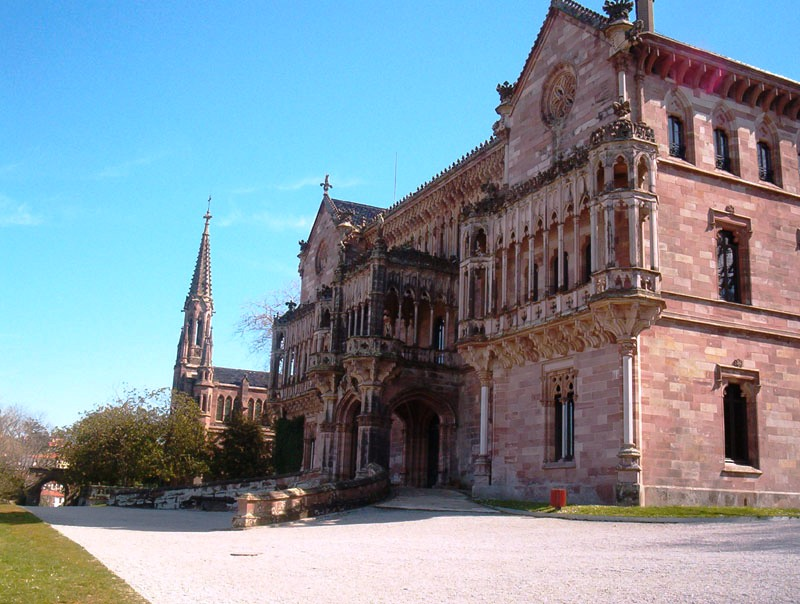
Palacio de Sobrellano, Comillas (1878-1888).
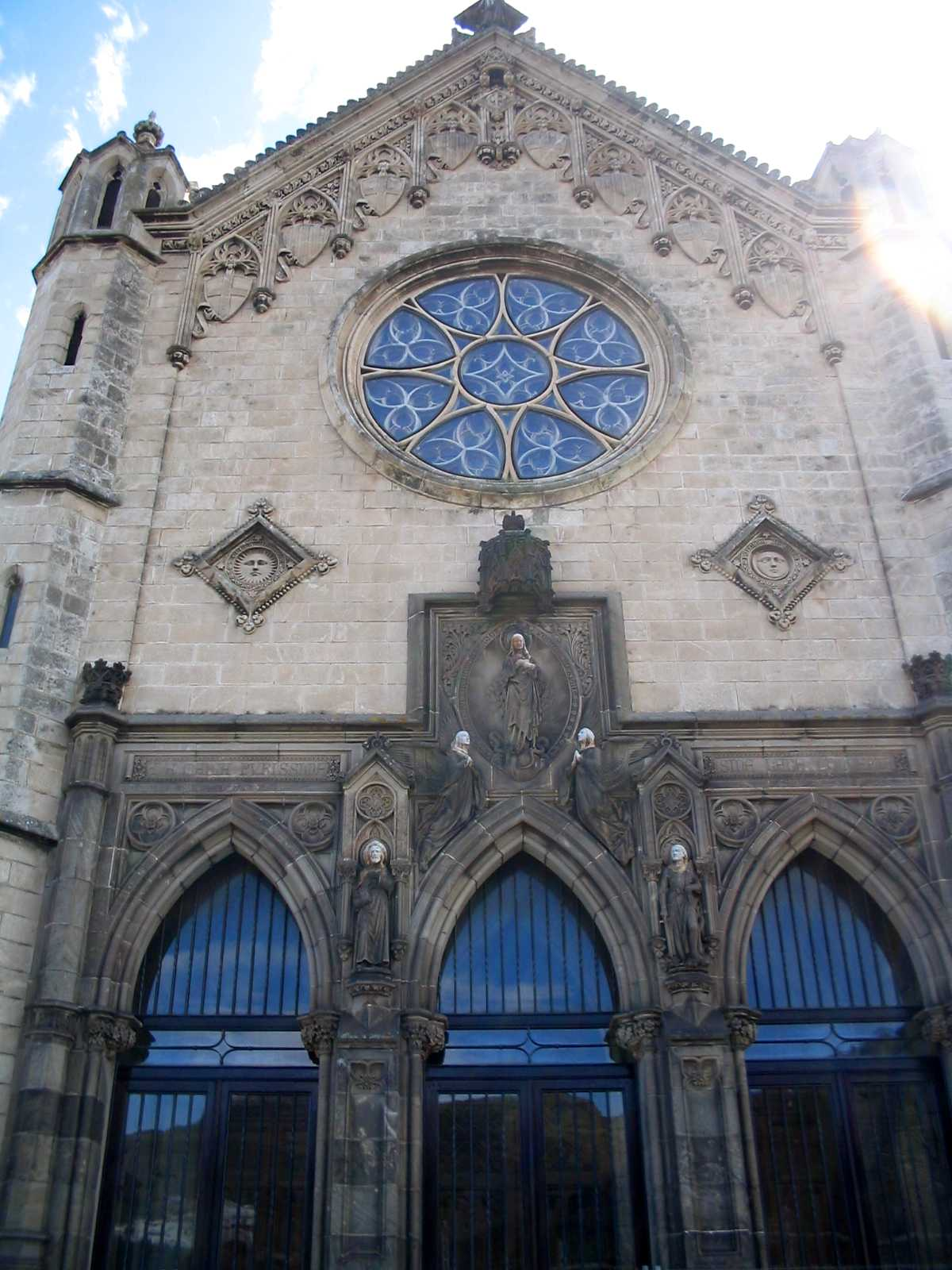
Iglesia de Santa María de Portbou (1878-1893).
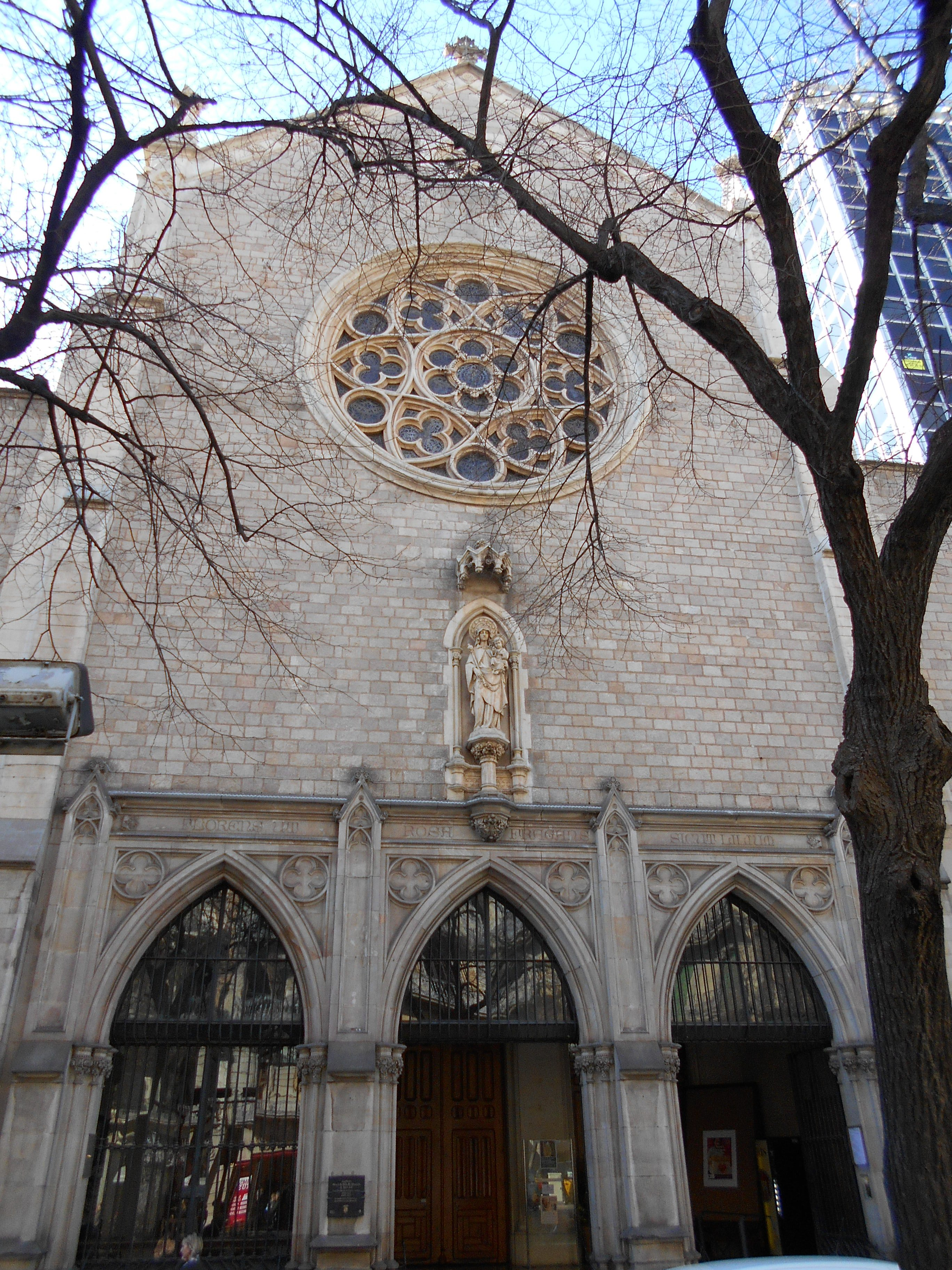
Parroquia de San Raimundo de Peñafort, antigua iglesia gótica de Santa María de Montsió (1882-1890).
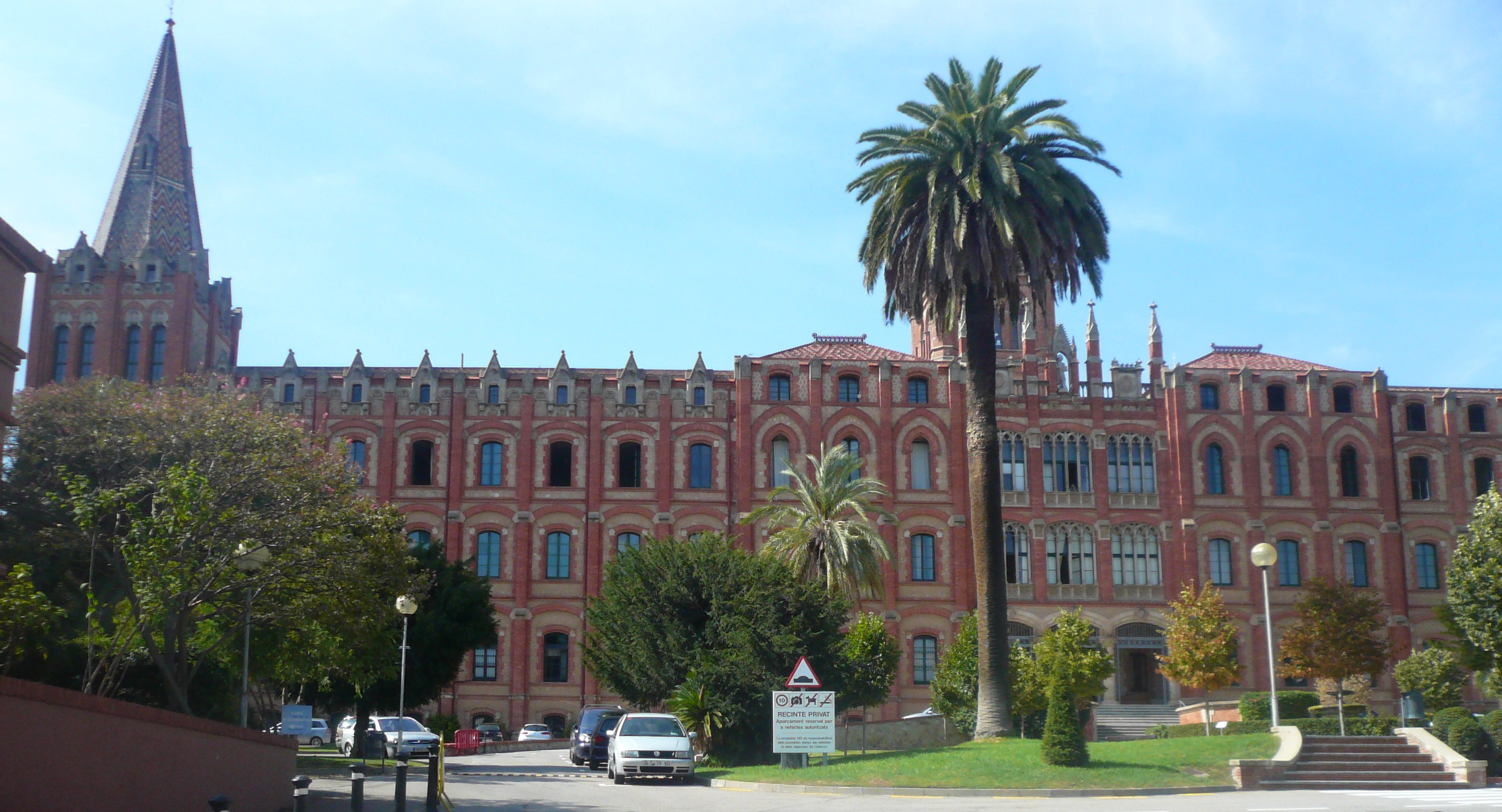
Colegio jesuita de San Ignacio en Sarriá (1893-1896).
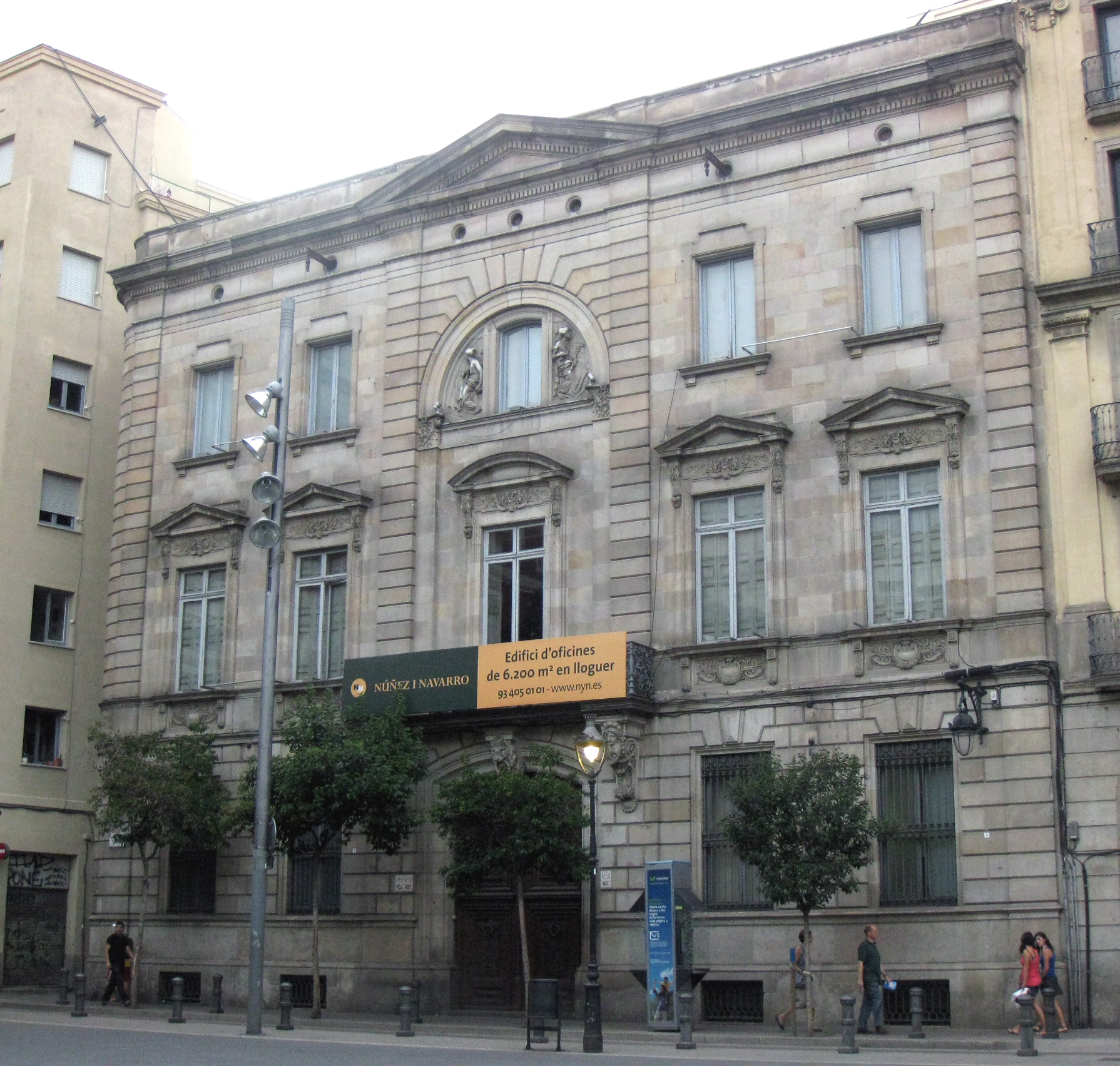
Sociedad del Crédito Mercantil (1901).
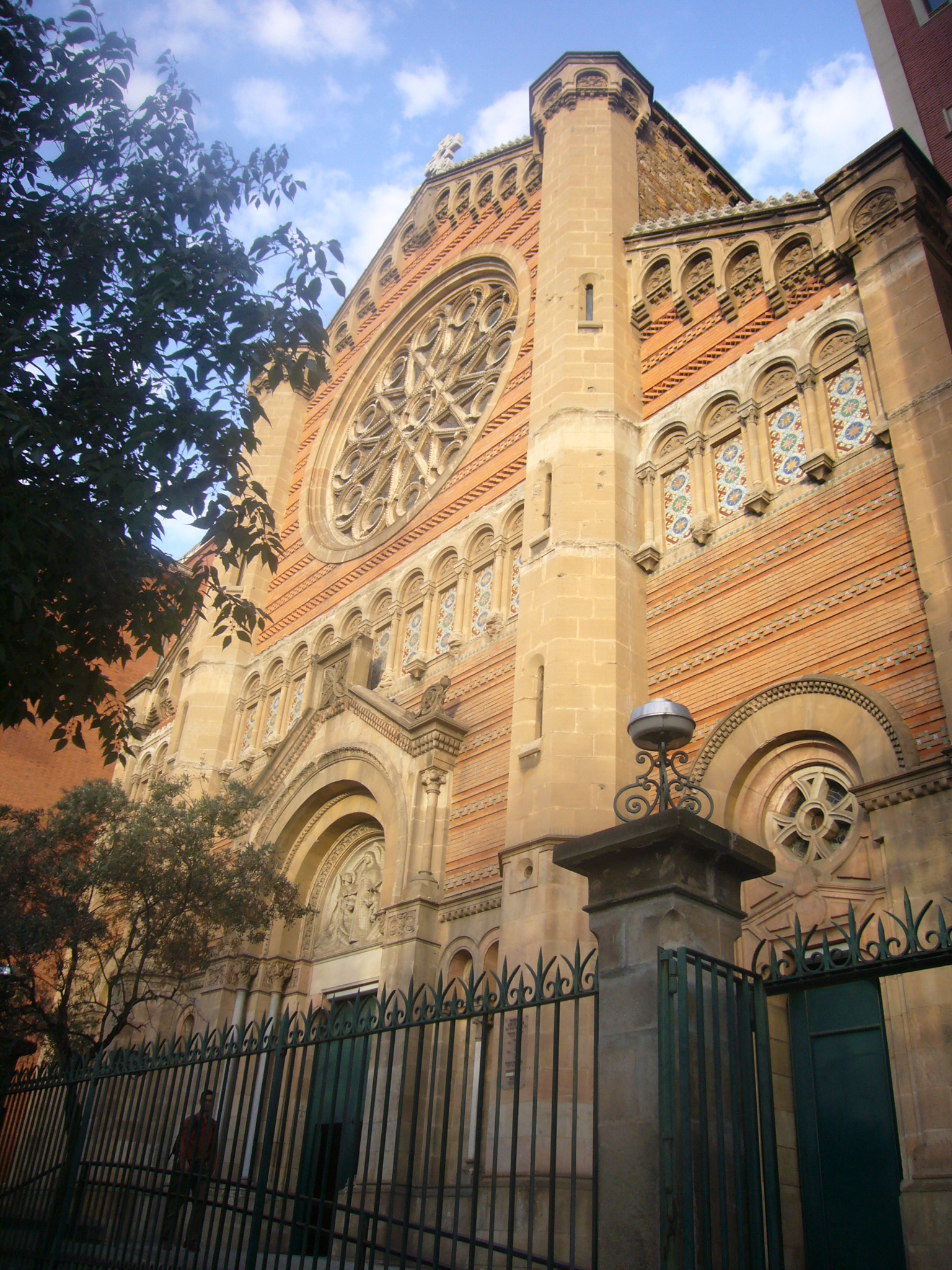
Iglesia del Inmaculado Corazón de María (1904-1913).